# Japonolirion
Japonolirion (Nakai) é um gênero botânico pertencente à família das Petrosaviaceae.
Apresenta uma única espécie, Japanolirion osense,  endêmica no Japão.